# Архипов, Сергей Сергеевич (футболист)
Сергей Сергеевич Архипов (род. 15 февраля 1996, Тамбов) — российский футболист, нападающий.

## Биография
Воспитанник тамбовского футбола. В 2018 году дебютировал за основной состав «Тамбова» в ФНЛ. Клуб отдавал форварда в аренду коллективам ПФЛ красногорскому «Зоркому» и липецкому «Металлургу».
В конце 2019 года стало известно, что Архипов отправился в аренду в команду Высшей лиги Белоруссии «Городея». Дебютировал 28 марта 2020 года в матче первого тура чемпионата против солигорского «Шахтёра» (0:2).

## Семья
У Сергея Архипова есть брат-близнец Артём, который также является футболистом.